# Patuljasta galaktika
Patuljasta galaktika je mala galaktika slaba sjaja (magnitude) koja sadrži od nekoliko milijuna do nekoliko milijardi zvijezda. Prema obliku mogu se patuljaste galaktike podijeliti na eliptične (dE), spiralne (dS) i nepravilne (dI). Oko naše galaktike Mliječnog puta kruži dvadesetak patuljastih galaktika (na primjer Kemijska peć, Magellanovi oblaci). Smatra se da je kuglasti zvjezdani skup Omega Centaura koji se nalazi unutar Mliječnog puta jezgra patuljaste galaktike preostala nakon sudara s Mliječnim putem. Patuljaste galaktike najčešći su oblik galaktika u svemiru.

## Galaktike
Galaktika ili galaksija (prema grč. galacticus od grč. γαλαϰτıϰός: mliječni; čime se mislilo na galaktiku Mliječni put) je velika nakupina zvijezda, međuzvjezdane tvari i tamne tvari koju na okupu održava gravitacija. Smatra se da se u središtima većine galaktika nalaze supermasivne crne rupe. Promjer je galaktike od 5 000 do 500 000 svjetlosnih godina. Patuljaste galaktike sadrže nekoliko desetaka milijuna zvijezda, a divovske do 1014 zvijezda. Galaksije također mogu sadržavati mnogostruke zvjezdane sustave, zvjezdane skupove i raznovrsne međuzvjezdane oblake. Sunce je jedna od zvijezda u galaktici zvanoj Mliječni put. U Sunčevu sustavu nalazi se Zemlja i ostala nebeska tijela koja se kreću u putanjama oko Sunca.
Povijesno su galaksije dijeljene prema njihovu prividnom izgledu (što se često naziva vizualnom morfologijom). Čest oblik je eliptična galaktika, s vitkim eliptičnim profilom. Spiralne galaktike su gomile u obliku diskova sa zakrivljenim, prahovitim krakovima. Galaktike nepravilnih i neobičnih oblika poznate su pod nazivom neobičnih galaktika i tipično proizlaze iz raskida izazvanih gravitacijskim privlačenjima susjednih galaktika. Takva međudjelovanja bliskih galaktika, koja na kraju mogu prerastati u stapanja galaktika, mogu potaknuti epizode znatno pojačanog stvaranja zvijezda i proizvesti ono što se naziva starburst galaktikom. Male galaktike koje ne posjeduju povezanu strukturu također se nazivaju nepravilnim galaktikama.
U vidljivu svemiru vjerojatno ima više od 100 milijarda (1011) galaktika. Promjeri većine galaktika kreću se između 1 000 i 100 000 parseka i obično ih međusobno razdvajaju milijuni parseka (ili megaparseci). Međugalaktički prostor (prostor između galaksija) ispunjen je razrijeđenim plinom čija je gustoća manja od jednog atoma po kvadratnom metru. Velika većina galaktika organizirana je u hijerarhijskim društvima koja se nazivaju skupovima, koji se opet, dalje, mogu združivati u superskupove. Te veće strukture općenito se raspoređuju u plohe i niti koje se prostiru nepreglednim svemirskim prazninama.
Iako još uvijek nedovoljno shvaćena, tamna tvar, čini se, sudjeluje s 90% u masi većine galaktika. Promatranja ukazuju na to da bi u središtima većine, ako ne i svih galaktika mogle postojati supermasivne crne rupe. Pretpostavlja se da bi one mogle biti osnovnim uzrokom aktivnih galaktičkih jezgara pronađenih u središtima nekih galaktika. Čini se da galaktika Mliječni put u svojoj jezgri udomljuje najmanje jedno takvo nebesko tijelo.